# Lijst van voetbalinterlands Peru - Slowakije
Deze lijst van voetbalinterlands is een overzicht van alle officiële voetbalwedstrijden tussen de nationale teams van Peru en Slowakije. De landen speelden tot op heden twee keer tegen elkaar. De eerste ontmoeting, een vriendschappelijke wedstrijd, werd gespeeld in Lima op 25 juni 1995. Het laatste duel, eveneens een vriendschappelijke wedstrijd, vond plaats op 17 november 1999 in de Peruviaanse hoofdstad.

## Wedstrijden
| № | Plaats | Datum            | Competitie        | Wedstrijd        | Uitslag |
| - | ------ | ---------------- | ----------------- | ---------------- | ------- |
| 1 | Lima   | 25 juni 1995     | Vriendschappelijk | Peru − Slowakije | 1 − 0   |
| 2 | Lima   | 17 november 1999 | Vriendschappelijk | Peru – Slowakije | 2 – 1   |

## Samenvatting
| Competitie        | Totaal gespeeld | Winst Peru | Gelijk | Winst Slowakije | Doelsaldo Peru – Slowakije |
| ----------------- | --------------- | ---------- | ------ | --------------- | -------------------------- |
| Vriendschappelijk | 2               | 2          | 0      | 0               | 3 − 1                      |
| Totaal            | 2               | 2          | 0      | 0               | 3 − 1                      |

## Details

### Tweede ontmoeting
De tweede ontmoeting tussen de nationale voetbalploegen van Peru en Slowakije vond plaats op 17 november 1999. Het vriendschappelijke duel, bijgewoond door 4.655 toeschouwers, werd gespeeld in het Estadio Nacional in Lima, en stond onder leiding van scheidsrechter Eduardo Gamboa uit Chili. Hij deelde twee gele kaarten uit. Bondscoach Jozef Adamec liet vijf spelers debuteren bij Slowakije: Karol Schulz (FK Artmedia Petržalka), Róbert Hanko (FK Ozeta Dukla), Anton Suchý (ZŤS Dubnica nad Váhom), Ondrej Šmelko (FK Ozeta Dukla) en Marián Dirnbach (FC Nitra).
| Vriendschappelijk (Lima, Peru, 17 november 1999): |              | |
| Peru | 2 – 1        | Slowakije |
| Roberto Palacios 22' Nolberto Solano 37' | goals        | 21' Vladimír Kožuch |
| Francisco Maturana | bondscoach   | Jozef Adamec |
| Oscar Ibáñez Jorge Soto Sandro Baylón Miguel Rebosio Marcial Salazar Juan Jayo Germán Pinillos Nolberto Solano 62' Roberto Palacios 78' Roberto Holsen Abel Lobatón 60' | opstellingen | Miroslav König Jozef Hrabal Tibor Zátek 46' Milan Timko Martin Konečný 89' Jozef Valachovič Vladimír Leitner 83' Vladimír Janočko 68' Marek Ujlaky Vladimír Kožuch 46' Jozef Kožlej |
| Ysrael Zúñiga 60' Eddie Carazas 62' John Hinostroza 78' | wissels      | 46' Karol Schulz 46' Marián Dirnbach 68' Ondrej Šmelko 84' Róbert Hanko 89' Anton Suchý                                                                                             |
| Juan Jayo | gele kaarten | Ondrej Šmelko |

FPF · A-internationals · Selecties · Bondscoaches · Statistieken · Peruviaans vrouwenelftal · Olympisch elftal · Peru U21 · Peru U20 · Peru U19 · Peru U18 · Peru U17
1920 – 1929 ·
1930 – 1939 ·
1940 – 1949 ·
1950 – 1959 ·
1960 – 1969 ·
1970 – 1979 ·
1980 – 1989 ·
1990 – 1999 ·
2000 – 2009 ·
2010 – 2019 ·
2020 – 2029
WK 1930 · 
WK 1970 · 
WK 1978 · 
WK 1982 · 
WK 2018
OS 1936 · 
OS 1960
1927 · 
1928 · 
1929 · 
1930 · 
1931 · 1932 · 1933 · 1934 · 
1935 · 
1936 · 
1937 · 
1938 · 
1939 · 
1940 · 
1941 · 
1942 · 
1943 · 1944 · 1945 · 1946 · 
1947 · 
1948 · 
1949 · 
1950 · 1951 · 
1952 · 
1953 · 
1954 · 
1955 · 
1956 · 
1957 · 
1958 · 
1959 · 
1960 · 
1961 · 
1962 · 
1963 · 
1964 · 
1965 · 
1966 · 
1967 · 
1968 · 
1969 · 
1970 · 
1971 · 
1972 · 
1973 · 
1974 · 
1975 · 
1976 · 
1977 · 
1978 · 
1979 · 
1980 · 
1981 · 
1982 · 
1983 · 
1984 · 
1985 · 
1986 · 
1987 · 
1988 · 
1989 · 
1990 · 
1991 · 
1992 · 
1993 · 
1994 · 
1995 · 
1996 · 
1997 · 
1998 · 
1999 · 
2000 · 
2001 · 
2002 · 
2003 · 
2004 · 
2005 · 
2006 · 
2007 · 
2008 · 
2009 · 
2010 · 
2012 · 
2012 · 
2013 · 
2014 · 
2015 · 
2016 · 
2017 · 
2018 · 
2019 · 
2020 · 
2021 ·
2022 ·
2023 ·
2024
Algerije ·
Argentinië ·
Armenië ·
Australië ·
België ·
Bolivia ·
Brazilië ·
Bulgarije ·
Canada ·
Chili ·
China ·
Colombia ·
Costa Rica ·
Denemarken ·
Dominicaanse Republiek ·
Duitsland ·
Ecuador ·
El Salvador ·
Engeland ·
Finland ·
Frankrijk ·
Guatemala ·
Haïti ·
Honduras ·
Hongarije ·
IJsland · 
India ·
Irak ·
Iran ·
Italië ·
Jamaica ·
Japan ·
Joegoslavië ·
Kameroen ·
Kroatië ·
Marokko ·
Mexico ·
Nederland ·
Nicaragua ·
Nieuw-Zeeland ·
Nigeria ·
Oostenrijk ·
Panama ·
Paraguay ·
Polen ·
Qatar ·
Roemenië ·
Saoedi-Arabië ·
Schotland ·
Slowakije ·
Sovjet-Unie ·
Spanje ·
Trinidad en Tobago ·
Tsjechië ·
Tunesië ·
Uruguay ·
Venezuela ·
Verenigde Arabische Emiraten ·
Verenigde Staten ·
Wit-Rusland ·
Zuid-Korea ·
Zweden ·
Zwitserland
Australië (2018) ·
Denemarken (2018) ·
Frankrijk (2018) ·
Italië (1982) · 
Kameroen (1982) · 
Polen (1982)
SFZ · A-internationals · Bondscoaches · Statistieken · Slowaaks vrouwenelftal · Olympisch elftal · Slowakije U21 · Slowakije U20 · Slowakije U19 · Slowakije U18 · Slowakije U17 · Slowakije U16
1939 – 1944 · 1992 – 1999 · 2000 – 2009 · 2010 – 2019 · 2020 − 2029
EK's: 2016 · 2020 · 2024
WK's: 2010
OS: 2000
1939 · 1940 · 1941 · 1942 · 1943 · 1944 · 1945–1991 · 1992 · 1993 · 1994 · 1995 · 1996 · 1997 · 1998 · 1999 · 2000 · 2001 · 2002 · 2003 · 2004 · 2005 · 2006 · 2007 · 2008 · 2009 · 2010 · 2011 · 2012 · 2013 · 2014 · 2015 · 2016 · 2017 · 2018 · 2019 · 2020 · 2021
Algerije · 
Andorra · 
Argentinië ·
Armenië · 
Australië · 
Azerbeidzjan · 
België · 
Bolivia · 
Bosnië en Herzegovina · 
Brazilië · 
Bulgarije · 
Chili · 
Colombia · 
Costa Rica · 
Cyprus · 
Denemarken · 
Duitsland · 
Egypte · 
Engeland · 
Estland · 
Faeröer · 
 Finland · 
Frankrijk · 
Georgië · 
Gibraltar · 
Griekenland · 
Guatemala · 
Hongarije · 
Ierland · 
IJsland · 
Iran · 
Israël · 
Italië · 
Japan · 
Joegoslavië · 
Jordanië · 
Kameroen · 
Kazachstan ·
Koeweit ·
Kroatië · 
Letland · 
Libanon ·
Liechtenstein · 
Litouwen ·
Luxemburg · 
Malta · 
Marokko · 
Mexico ·
Moldavië · 
Montenegro ·
Nederland · 
Nieuw-Zeeland · 
Noord-Ierland ·
Noord-Macedonië ·
Noorwegen ·
Oeganda · 
Oekraïne · 
Oezbekistan · 
Oostenrijk · 
Paraguay · 
Peru · 
Polen · 
Portugal · 
Roemenië · 
Rusland · 
San Marino · 
Saoedi-Arabië · 
Schotland · 
Servië en Montenegro ·
Slovenië · 
Spanje · 
Thailand · 
Tsjechië · 
Turkije · 
Verenigde Arabische Emiraten · 
Verenigde Staten · 
Wales · 
Wit-Rusland · 
Zuid-Korea · 
Zweden · 
Zwitserland
Engeland (2016) ·
Nieuw-Zeeland (2010) · 
Polen (2021) · 
Rusland (2016) · 
Spanje (2021) · 
Wales (2016) · 
Zweden (2021)